# Myiopharus nigra
Myiopharus nigra är en tvåvingeart som först beskrevs av Brauer och Julius Edler von Bergenstamm 1891.  Myiopharus nigra ingår i släktet Myiopharus och familjen parasitflugor.
Artens utbredningsområde är Venezuela. Inga underarter finns listade i Catalogue of Life.